# (3739) Рем
(3739) Рем (лат. Rem) — типичный астероид главного пояса, открыт 8 сентября 1977 года советским астрономом Николаем Черных в Крымской астрофизической обсерватории и 1 сентября 1993 года назван в честь советского физика Рема Хохлова.

## Обнаружение и именование
(3739) Рем
Открыт 8 сентября 1977 года в Научном Н. С. Черных.
Назван в память о советском физике и одном из основоположников нелинейной оптики Реме Викторовиче Хохлове (1926—1977) — академике, профессоре, а затем ректоре Московского университета. Рем был выдающимся альпинистом, погибшим при восхождении на Памир.
Оригинальный текст (англ.)3739 Rem
Discovered 1977-09-08 by Chernykh, N. at Nauchnyj.
Named in memory of Rem Viktorovich Khokhlov (1926—1977), Soviet physicist and one of the founders of nonlinear optics. An academician, professor and then rector of the Moscow University, Rem was an outstanding alpinist who perished ascending the Pamirs.
Источники: DISCOVERY.DB; M.P.C. 22499.

## Орбита

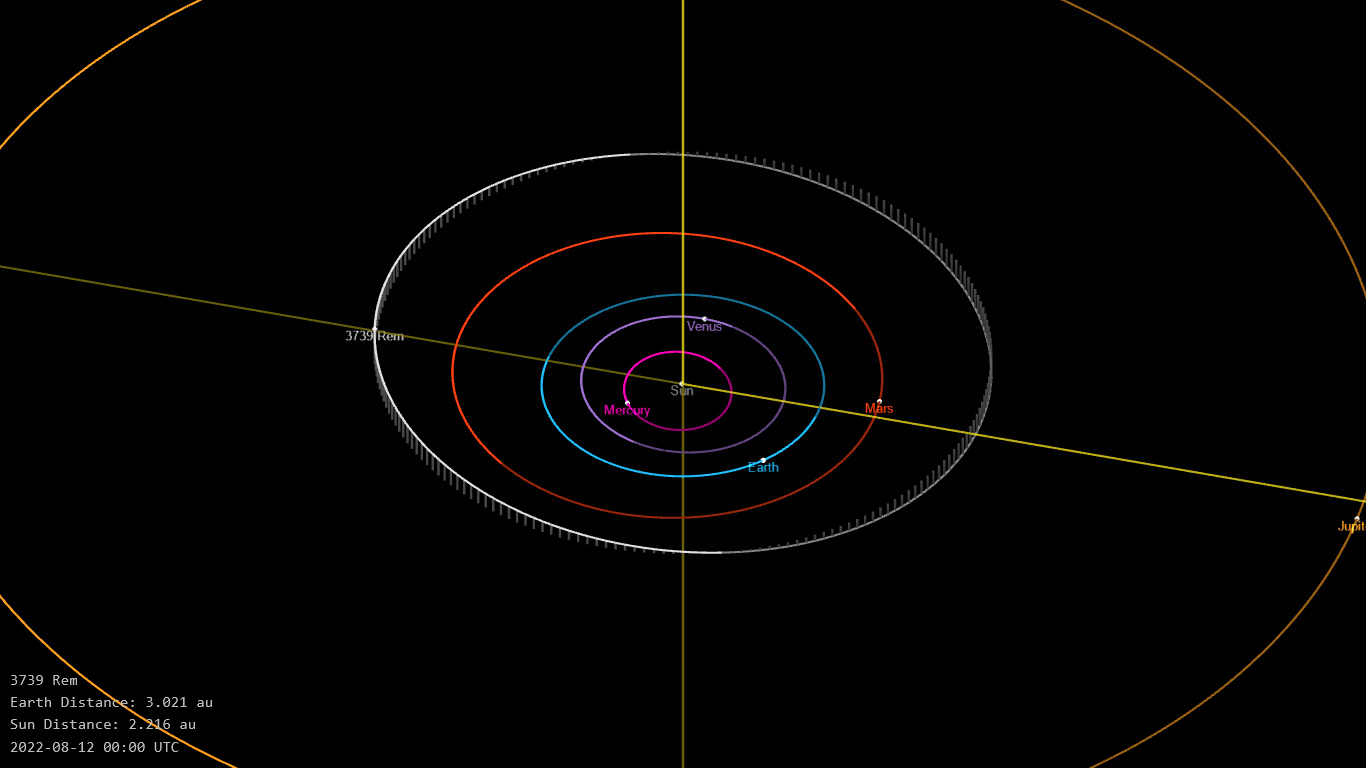
Орбита астероида Рем и его положение в Солнечной системе

## Физические характеристики
Из наблюдений системы Asteroid Terrestrial-impact Last Alert System следует, что астероид относится к таксономическому классу S.
По результатам наблюдений в видимом и ближнем инфракрасном диапазоне космического телескопа NEOWISE диаметр астероида сначала оценивался равным 5,884±0,050 км, позже — 5,507±0,322 км. Согласно тем же источникам альбедо оценивается как 0,2234±0,0400 и 0,275±0,017.